# مركبة هندسية عسكرية

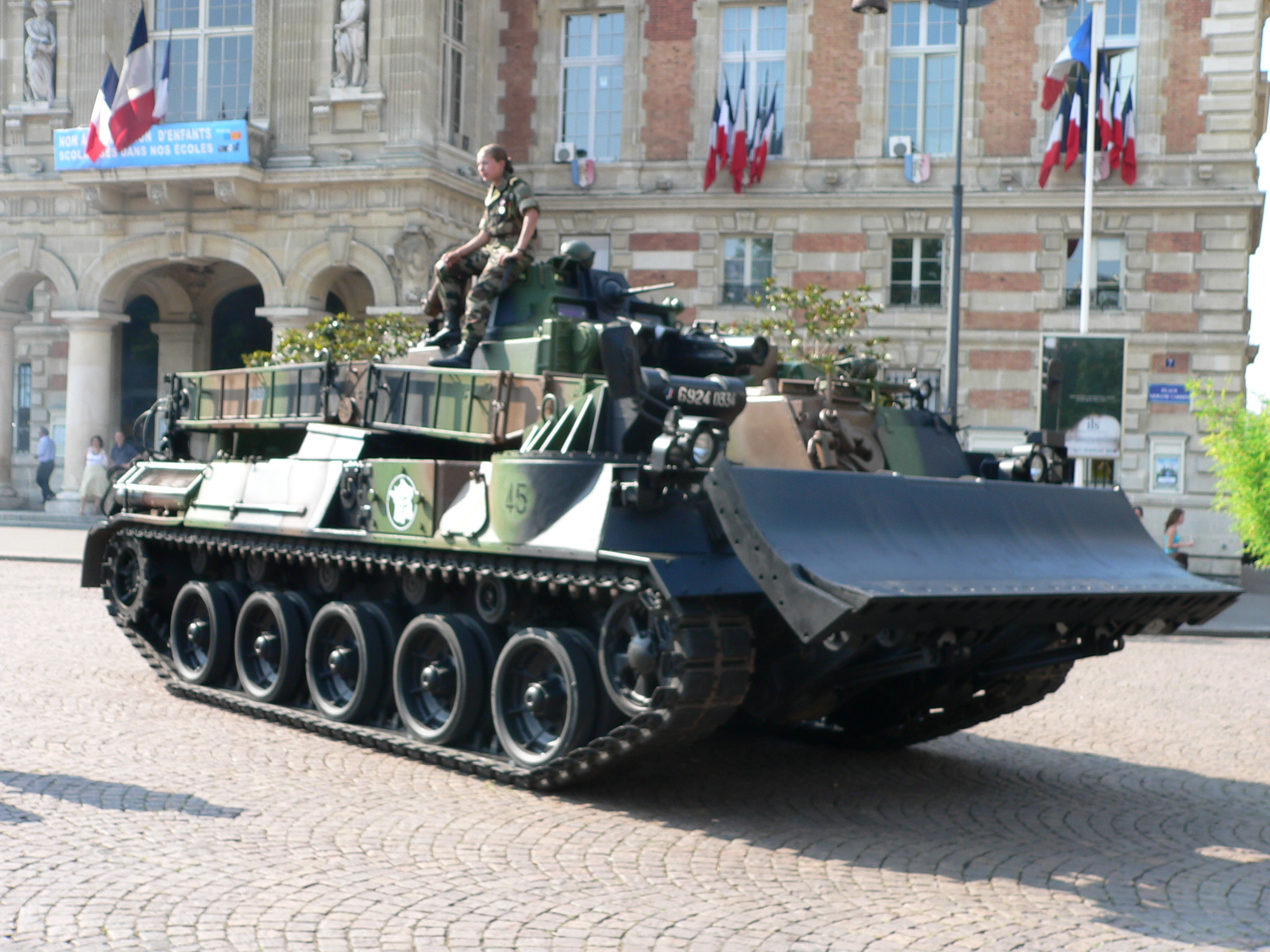
يستخدم مهندسو الجيش الفرنسي مركبة الهندسة القتالية من طراز EBG، التي تعتمد على أي أم أكس-30، في مجموعة متنوعة من المهام.

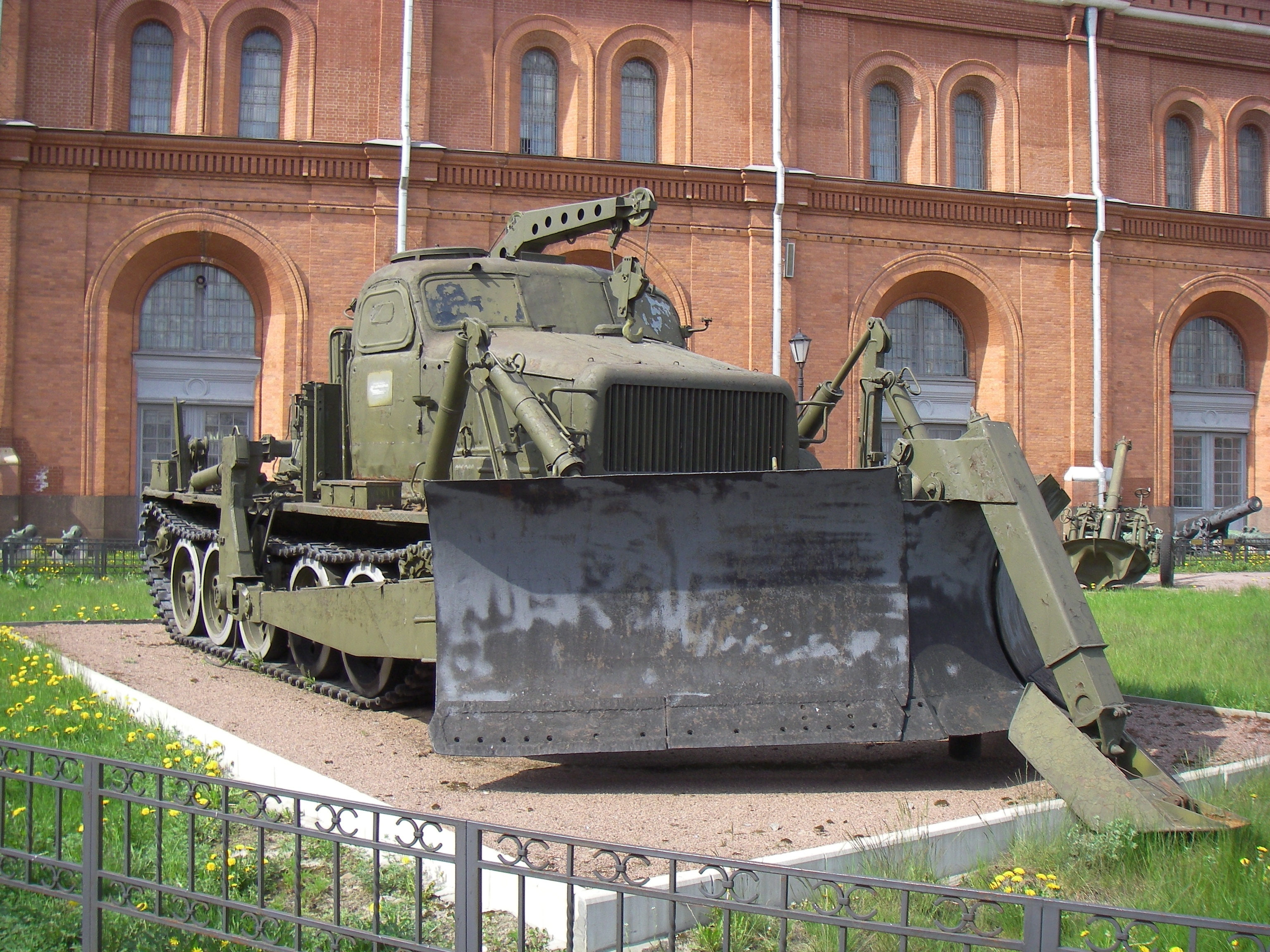
المركبات الهندسية BAT-M من روسيا والاتحاد السوفياتي السابق.

المركبة الهندسية العسكرية هي مركبة مبنية من أجل أعمال البناء أو لنقل مهندسي القتال في ساحة المعركة. قد يتم تعديل هذه المركبات المدنية أو السيارات العسكرية (Military vehicle) المخصصة لهذا الغرض.

## روابط خارجية
- Australian Provincial Reconstruction Team - Afghanistan
- Kodiak Armoured Engineer Vehicle